# قشلاق جوق سفلی
قشلاق جوق سفلی سفلی یک منطقهٔ مسکونی در ایران است که در شهرستان ماه‌نشان استان زنجان واقع شده‌است. قشلاق جوق سفلی ۹۵ نفر جمعیت دارد.